# Desert View Highlands
Die Desert View Highlands sind ein census-designated place (CDP) im Norden des Los Angeles County im US-Bundesstaat Kalifornien. Das U.S. Census Bureau hat bei der Volkszählung 2020 eine Einwohnerzahl von 2676 ermittelt.

## Geographie
Die Desert View Highlands liegen etwa 60 Kilometer nördlich des Stadtzentrums von Los Angeles. Die Siedlung ist ein planmäßig angelegtes Areal mit Einfamilienhäusern. Umgeben wird das Gebiet durch die Stadt Palmdale. Östlich der Desert View Highlands verläuft die California State Route 14 von Palmdale nach Los Angeles.

## Bevölkerungsentwicklung
| Jahr      | 1970 | 1980 | 1990 | 2000 | 2010 | 2020 |
| --------- | ---- | ---- | ---- | ---- | ---- | ---- |
| Einwohner | 2172 | 2175 | 2154 | 2337 | 2360 | 2676 |